# Alessandro Gagliano
Alessandro Gagliano (Napels, circa 1700 - Napels, circa 1735) was een Italiaanse vioolbouwer. 
Het bouwen van violen leerde hij naar alle waarschijnlijkheid van de Cremonese vioolbouwers Nicolo Amati en Antonio Stradivari. Toen hij een paar jaren later weer terugkeerde naar Napels en daar zelfstandig verderging als vioolbouwer werd hij gezien als de grondlegger van de Napolitaanse School.
De toon van een instrument gebouwd door Alessandro Gagliano kan worden beschreven als: een mooie volle verzorgde klank op de G en de D snaar, en een mooie lichte klank op de A en E snaar.
Er resteren vandaag de dag nog maar weinig muziekinstrumenten gemaakt door Alessandro Gagliano.
Meest gebruikte label:
Alessandro Gagliano
Alumnus Antonio Stradivarius
fecit Anno 1722
(betekent: gemaakt door Alessandro Gagliano, een leerling van Antonio Stradivari)
Alessandro Gagliano had twee zonen die ook vioolbouwer waren: Nicolo Gagliano en Gennaro Gagliano.